# Il mistero del quarto piano
Il mistero del quarto piano (The 4th Floor) è un film del 1999 diretto da Josh Klausner.

## Trama
Una giovane arredatrice si trasferisce nell'appartamento della zia da poco deceduta, situato in un vecchio edificio, nonostante il parere contrario del proprio compagno. Nella palazzina si troverà alle prese con vicini strani ed eventi inquietanti.

## Distribuzione
Il film è stato presentato nell'agosto del 1999 in Germania al Fantasy Filmfest. In Italia è stato trasmesso da Rai 2 il 30 settembre 2000, e nel 2003 è stato pubblicato in DVD con il titolo originale The 4th Floor.